# Lähkma jõgi
Lähkma jõgi är ett vattendrag i landskapet Pärnumaa i sydvästra Estland. Ån är ett östligt biflöde till Reiu jõgi som i sin tur är en sydlig biflod till Pärnu.